# الخريبة (محافظة خيبر)
الخريبة قرية من قرى محافظة خيبر في منطقة المدينة المنورة في السعودية، تقع شمال المدينة المنورة